# 彈道 (電影)
《彈．道》，臺譯《江湖情》，是2008年由香港導演劉國昌執導、超藝國際控股有限公司及藍天映畫有限公司投資的香港電影，2008年11月27日在香港公開上映。講述中華民國總統大選時發生的槍擊案，開拍以來受到臺海兩岸媒體及公眾關注，非常敏感，影射民國93年陳水扁的三一九槍擊案以及民國95年的百萬人民反貪倒扁運動。在臺灣公開上映時片名被改為較不敏感的《江湖情》。
劇情指總統候選人吳某自導自演了一場槍擊案以獲得選民支持，被各界一致認為是影射陳水扁選舉舞弊。本片大多數場景在新北市、新竹市拍攝。當中有在三峽祖師廟拍攝的一些畫面。

## 演員
- 任達華 飾 孫學仁/刑偵局副局長
- 張孝全 飾 徐瑜昌/刑警
- 胡婷婷 飾 蕭淑媛/鬼鬼/刑警
- 曾愷玹 飾 陳青
- 沈孟生 飾 吳立雄（影射現實人物：陳水扁）
- 方季惟 飾 夏小荷/副總統（影射現實人物：呂秀蓮）
- 柯俊雄 飾 龐天南
- 張國柱 飾 方正北/總統府資政（影射現實人物：邱義仁）
- 廖啟智 飾 陳二同（影射現實人物：陳義雄）
- 林家棟 飾 添金水
- 黃仲崑 飾 陳振忠/警政署副署長
- 戴立忍 飾 宋維忠/槍販
- 周詠軒 飾 林正浩/逗斯
- 張　翰 飾 梁明智/鐵牛/刑警
- 王　道 飾 田正/在野黨候選人（影射現實人物：連戰）
- 吳中天 飾 龐大松
- 李全忠 飾 蕭義軒
- 何璦芸 飾 陳二同妻
- 顏嘉樂 飾 吳立雄妻（影射現實人物：吳淑珍）
- 王希華 飾 馮幕僚
- 劉克勉 飾 袁幕僚
- 徐愛心 飾 女秘書
- 汪政緯 飾 孫冠忠
- 米七偶 飾 秦先生
- 元　俊 飾 阿炳

## 外部連結
- 《彈．道》官方部落格 （页面存档备份，存于）
- Yahoo奇摩電影上《彈．道》的資料（繁體中文）
- MSN娛樂上《彈．道》的資料（繁體中文）

- 開眼電影網上《彈．道》的資料（繁體中文）
- 豆瓣电影上《彈．道》的資料 （简体中文）
- 时光网上《彈．道》的資料（简体中文）
- 爛番茄上《彈．道》的資料（英文）
- 香港影庫上《彈．道》的資料（繁體中文）
- 互联网电影数据库（IMDb）上《彈．道》的资料（英文）